# Gert Wohllebe
Gert Wohllebe (* 24. März 1931 in Grechwitz, Amtshauptmannschaft Grimma) ist ein ehemaliger Wirtschaftsmanager der DDR und Politiker der SED, der zwischen 1979 und 1990 Generaldirektor des Kombinates Chemieanlagenbau Leipzig-Grimma war.

## Leben
Wohllebe, Sohn eines Arbeiters in einem Steinbruch, absolvierte nach dem Besuch der Volksschule eine Berufsausbildung zum Kupferschmied im VEB Maschinen- und Apparatebau Grimma. Neben seiner beruflichen Tätigkeit als Kupferschmied absolvierte er von 1955 bis 1957 ein Abendstudium an der Ingenieurschule für Schwermaschinenbau in Leipzig, das er 1957 als Meister der volkseigenen Industrie beendete. Danach war er zwischen 1957 und 1962 als Obermeister im VEB Maschinen- und Apparatebau Grimma tätig und trat 1958 der SED als Mitglied bei. Für seine Verdienste von 1962 bis 1965 als Leiter eines Betriebsteils wurde er 1964 mit dem Ehrentitel Held der Arbeit ausgezeichnet. Darüber hinaus war er zwischen 1962 und 1979 Mitglied der SED-Bezirksleitung im Bezirk Leipzig.
Nach einem weiteren Studium von 1964 bis 1966 an der Ingenieurschule für chemischen Apparatebau, das er 1966 als Ingenieur abschloss, wurde Wohllebe Direktor für Technik und 1971 Oberingenieur, ehe er zwischen 1971 und 1978 Direktor des VEB Maschinen- und Apparatebau Grimma wurde.
Wohllebe, der von 1969 bis 1970 ein Studium an der Bezirksparteischule Leipzig belegte, wurde mit anderen Mitarbeitern seines Betriebes 1970 mit dem Nationalpreis der DDR III. Klasse für Wissenschaft und Technik „für seinen Anteil an der komplexen Rationalisierung der Serienfertigung von Bauelementen von Chemieanlagen“ ausgezeichnet.
Auf dem VIII. Parteitag der SED vom 15. bis 19. Juni 1971 wurde er zum Kandidaten des ZK gewählt. 1977 wurde ihm der Ehrentitel Verdienter Techniker des Volkes sowie 1981 der Vaterländische Verdienstorden verliehen.
Nach der Zusammenlegung des VEB Chemieanlagenbau- und Montagekombinat Leipzig, VVB Chemieanlagen Leipzig, VEB Konstruktions- und Ingenieurbüro Chemie Leipzig, VEB Maschinen- und Apparatebau Grimma – Stammbetrieb, VEB Ingenieurtechnisches Zentralbüro Böhlen, VEB Chemieanlagenbau Leipzig und VEB Apparatebau und Eisengießerei Leisnig-Tragnitz zum VEB Chemieanlagenkombinat Leipzig-Grimma/Stammbetrieb mit Sitz in Grimma zum 1. Januar 1979 wurde Wohllebe Generaldirektor des neu entstandenen Kombinats, er übte diese Funktion bis 1990 aus.
Auf dem XI. Parteitag der SED vom 14. bis 17. April 1986 erfolgte seine Wahl zum Mitglied des ZK der SED. 1987 verlieh man ihm den Ehrentitel Verdienter Erfinder sowie die Würde eines Ehrendoktors der Naturwissenschaften der Karl-Marx-Universität Leipzig.
Nach der deutschen Wiedervereinigung 1990 trat er in den Vorruhestand.